# Overpelt
Overpelt (lim. Pelt) – dzielnica (deelgemeente) gminy Pelt w Belgii, w Regionie Flamandzkim, w prowincji Limburgia, w okręgu Maaseik. 1 stycznia 2020 roku liczyła 15 685 mieszkańców. Do 31 grudnia 2018 samodzielna gmina.
1 stycznia 2019 gminy Neerpelt oraz Overpelt połączyły się tworząc nową gminę Pelt.